# Conflicto fronterizo polaco-checoslovaco

Cambios territoriales de la frontera checo-polaca entre 1902 y 1945 (zonas rojas a la Galitzia austríaca/Polonia; zonas verdes a Eslovaquia/Checoslovaquia)

Desde el año 1918 las relaciones entre los dos nuevos países emergentes de la Primera Guerra Mundial, Polonia y Checoslovaquia llegaron al conflicto armado por los límites fronterizos. Entre las zonas disputadas se encontraban Silesia de Cieszyn, Orava, Spisz, y tras la Segunda Guerra Mundial también Kłodzko y Racibórz.

## Silesia de Cieszyn
El mayor conflicto se produjo por la posesión de Silesia de Cieszyn, el conflicto armado se desarrolló por etapas entre los 1918 y 1938.
El 5 de noviembre de 1918 se desarrolló un ponencia para solucionar los conflictos: Por parte de Polonia se presentaba el consejo del Principado de Cieszyn (formado por los ponentes Józef Londzin, Tadeusz Reger, Jan Michejda) y por parte de Checoslovaquia Consejo electo para Silesia de Cieszyn.
- Datos: Q1684359